# Astereognosie
Als Astereognosie oder taktile Agnosie bezeichnet man eine neuropsychologische Störung aus der Gruppe der Agnosien, die es unmöglich macht, Gegenstände durch Ertasten zu erkennen. Die visuelle Erkennung ist in der Regel nicht beeinträchtigt. Zur Diagnosestellung müssen einfache Sensibilitätsstörungen und kognitive Einschränkungen ausgeschlossen werden. Astereognosie kommt selten isoliert, sondern meist bei Schäden des parietalen Assoziationscortex der nicht sprachdominanten Großhirnhemisphäre, beispielsweise im Rahmen eines Schlaganfalls, vor.